# Oita Trinita
Oita Trinita (jap. 大分トリニータ Ōita Torinīta) – japoński klub piłkarski grający w J1 League. Klub ma siedzibę w Ōita w prefekturze Ōita, na wyspie Kiusiu.

## Sukcesy
J2 League
- Zwycięstwo: 2002
- Zdobywca drugiego miejsca: 2018
- Zwycięzcy play-offów: 2012

J3 League
- Zwycięzca: 2016

J.League Cup
- Zwycięzca: 2008

Copa Suruga Bank
- Zdobywca drugiego miejsca: 2009

## Piłkarze

### Obecny skład
Stan na 22 grudnia 2019
| Nr | Poz. | Piłkarz                      |
| -- | ---- | ---------------------------- |
| 1  | BR   | Shun Takagi                  |
| 3  | OB   | Yūto Misao                   |
| 4  | PO   | Toshio Shimakawa             |
| 5  | OB   | Yoshinori Suzuki (kapitan)   |
| 6  | PO   | Yūki Kobayashi               |
| 7  | PO   | Rei Matsumoto                |
| 8  | PO   | Takuya Marutani              |
| 9  | NA   | Yusuke Goto                  |
| 14 | PO   | Kazuki Kozuka                |
| 16 | OB   | Jun Okano (wyp. z JEF Chiba) |
| 18 | NA   | Kohei Isa                    |
| 19 | OB   | Yuji Hoshi                   |
| 20 | PO   | Koki Kotegawa                |
| 21 | BR   | Ryosuke Kojima               |
| 22 | BR   | Mun Kyung-gun                |
| 23 | NA   | Kaoru Takayama               |

| Nr | Poz. | Piłkarz                                      |
| -- | ---- | -------------------------------------------- |
| 25 | PO   | Seigō Kobayashi                              |
| 27 | NA   | Kazushi Mitsuhira                            |
| 29 | OB   | Tomoki Iwata                                 |
| 31 | BR   | William Popp (wyp. z Kawasaki Frontale)      |
| 32 | PO   | Ryōsuke Maeda                                |
| 37 | PO   | Shintaro Shimada (wyp. z Omiya Ardija)       |
| 39 | OB   | Honoya Shoji (wyp. z Cerezo Osaka)           |
| 40 | PO   | Yushi Hasegawa                               |
| 41 | OB   | Ryosuke Tone                                 |
| 43 | PO   | Kyoya Saijo                                  |
| 44 | PO   | Thitipan Puangchan (wyp. z Bangkok Glass FC) |
| 45 | NA   | Ado Onaiwu (wyp. z Urawa Red Diamonds)       |
| 46 | PO   | Ryotaro Ito (wyp. z Urawa Red Diamonds)      |
| 47 | PO   | Taiga Kudo                                   |
| 49 | OB   | Kento Haneda                                 |
| 50 | PO   | Tatsuya Tanaka                               |

### Piłkarze na wypożyczeniu
| Nr | Poz. | Piłkarz                                               |
| -- | ---- | ----------------------------------------------------- |
|    | NA   | Shōta Kawanishi (wypożyczony do FC Gifu)              |
|    | PO   | Daisuke Sakai (wypożyczony do Thespakusatsu Gunma)    |
|    | PO   | Kazuki Egashira (wypożyczony do Iwate Grulla Morioka) |
|    | PO   | Yuya Himeno (wypożyczony do Thespakusatsu Gunma)      |
|    | PO   | Shintaro Kokubu (wypożyczony do Giravanz Kitakyushu)  |

| Nr | Poz. | Piłkarz                                         |
| -- | ---- | ----------------------------------------------- |
|    | PO   | Takuya Nogami (wypożyczony do Vonds Ichihara)   |
|    | PO   | Kenji Baba (wypożyczony do FC Gifu)             |
|    | PO   | Keita Takahata (wypożyczony do Gainare Tottori) |
|    | NA   | Tsubasa Yoshihira (wypożyczony do Fujieda MYFC) |